# Herring Nunataks
Gli Herring Nunataks sono due prominenti nunatak antartici, picchi rocciosi isolati, situati 6 km a nordovest del Monte Lechner, nella parte occidentale del Forrestal Range, nei Monti Pensacola, in Antartide. 
La coppia di nunatak è stata mappata dall'United States Geological Survey (USGS) sulla base di rilevazioni e foto aeree scattate dalla U.S. Navy nel periodo 1956-66.
La denominazione è stata assegnata dall'Advisory Committee on Antarctic Names (US-ACAN) in onore di Earl F. Herring, magazziniere delle parti di ricambio degli aerei presso la Stazione Ellsworth nell'inverno del 1957.